# Yostar presents 加隈亜衣のアズールレーディオ
『Yostar presents 加隈亜衣のアズールレーディオ』（ヨースタープレゼンツ かくまあいのアズールレーディオ）は、日本で2018年2月3日から同年12月30日まで放送されていた文化放送のラジオ番組。

## 概要
中華人民共和国で製作された艦船擬人化シューティングゲームで、2017年9月から日本版が配信されている『アズールレーン』の情報番組。同ゲームの日本版を配信・運営しているYostarの一社提供で、パーソナリティにはゲーム中でエクセター、ユニコーン、高雄の3役を演じる加隈亜衣が起用されている。
第1回から3月31日放送の第9回までは『A&G TRIBAL RADIO エジソン』内で10分枠のフロート番組として放送されていた。第10回以降は独立して毎週月曜日（日曜深夜）へ放送枠が移動し、放送時間が30分へ拡大されている。

## ゲスト
- 第3・4回：長縄まりあ（ラフィー役）
- 第7・8回：優木かな（ヨークタウン、雪風役）
- 第12・13回：大地葉（綾波、ロドニー役）
- 第16・17回：阿部里果（Z23、ワシントン役）
- 第18・19回：黒沢ともよ（陸奥、サウスダコタ役）
- 第20・21回：篠田みなみ（レキシントン、グナイゼナウ役）
- 第24・25回：井澤美香子（ネプチューン役）
- 第26・27回：瀬戸麻沙美（サン・ルイ役）